# McCormack (Minnesota)
El Territorio no Organizado de McCormack es un territorio no organizado (en inglés, unorganized territory, UT) del condado de St. Louis, Minnesota, Estados Unidos. Tiene una población estimada, a mediados de 2023, de 207 habitantes.

## Geografía
Está ubicado en las coordenadas 47°35′23″N 92°58′24″O / 47.58972, -92.97333 (47.589711, -92.973294). Según la Oficina del Censo, tiene una superficie total de 96.48 km², de los cuales 92.36 km² corresponden a tierra firme y 4.12 km² están cubiertos de agua.

## Demografía
Según el censo de 2020, en ese momento había 208 personas residiendo en la zona. La densidad de población era de 2.25 hab./km². El 95.7% de los habitantes eran blancos, el 1.4% eran amerindios y el 2.9% son de una mezcla de razas. No había hispanos o latinos viviendo en la región.